# Marla English
Marla English, nata Marlene Gaile English (San Diego, 4 gennaio 1935 – Tucson, 10 dicembre 2012), è stata un'attrice statunitense.

## Biografia
Dopo aver vinto un concorso di bellezza a San Diego, iniziò la sua attività di attrice firmando un contratto con la Paramount Pictures. Fece brevi interpretazioni d'immagine in film come il western Giarrettiere rosse (1954) e il thriller La finestra sul cortile (1954).
Fu inserita nel cast del film La montagna (1956), pellicola da realizzarsi in Francia con Spencer Tracy, ma la Paramount assunse Barbara Darrow al suo posto, poiché la English restò bloccata da una febbre altissima e dovette rinunciare a quello che poteva essere per lei il trampolino di lancio.
Nel 1955 interpretò una parte nel film Bombardamento alta quota, al fianco di John Ireland. In seguito apparve per lo più in B movie, tra cui Fascino e perfidia (1956), Runaway Daughters (1956), The She Creature (1956), La carne e lo sperone (1956), e Voodoo Woman (1957).
Appena ventunenne, abbandonò la carriera di attrice dopo essersi fidanzata con A. Paul Sutherland, imprenditore di San Diego.

## Filmografia

### Cinema
- La grande notte di Casanova (Casanova's Big Night), regia di Norman Z. McLeod (1954)
- Yankee Pascià (Yankee Pasha), regia di Joseph Pevney (1954)
- Addio signora Leslie (About Mrs. Leslie), regia di Daniel Mann (1954)
- Più vivo che morto (Living It Up), regia di Norman Taurog (1954)
- La finestra sul cortile (Rear Window), regia di Alfred Hitchcock (1954)
- Il colpevole è tra noi (Shield for Murder), regia di Howard W. Koch ed Edmond O'Brien (1954)
- La figlia dello sceicco (Desert Sands), regia di Lesley Selander (1955)
- Bombardamento alta quota (Hell's Horizon), regia di Tom Gries (1955)
- Fascino e perfidia (Three Bad Sisters), regia di Gilbert Kay (1956)
- The She-Creature, regia di Edward L. Cahn (1956)
- L'assassino della Sierra Nevada (A Strange Adventure), regia di William Witney (1956)
- La carne e lo sperone (Flesh and Spur), regia di Edward L. Cahn (1956)
- Runaway Daughters, regia di Edward L. Cahn (1956)
- Voodoo Woman, regia di Edward L. Cahn (1957)

### Televisione
- The George Burns and Gracie Allen Show – serie TV, 1 episodio (1956)
- Crossroads – serie TV, episodio 1x32 (1956)
- The Bob Cummings Show – serie TV, 3 episodi (1956)

## Doppiatrici italiane
- Fiorella Betti in Il colpevole è tra noi
- Rosetta Calavetta in La figlia dello sceicco